# Абдигалым ахун

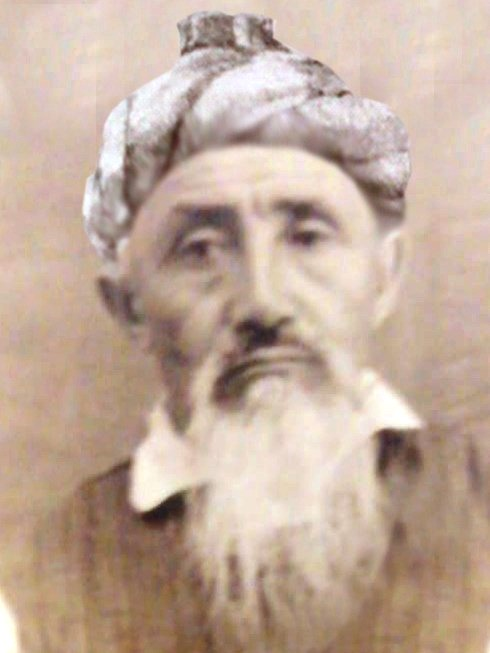
Абдигалым ахун Рысмаганбетулы

Абдигалым ахун Рысмаганбетулы (каз. Әбдіғалым ахун Рысмағанбетұлы; 1865, Куланды, Туркестанская область, Оренбургское генерал-губернаторство, Российская империя — 1914, Челкар, Иргизский уезд, Тургайская область, Степной край, Российская империя) — просветитель, учитель и ахун (мусульманский богослов), основатель мечети и медресе в Шалкарском районе Актюбинской области.

### Биография
Абдигалым Рысмаганбетулы родился в 1865 году в селе Куланды (ныне Аральский район Кызылординской области Республики Казахстан). Род аксакала Абдигалым-ахуна состоял из восьмидесяти племен, в том числе Кабак. Ранее ареал проживания представителей племени Кабак составлял промежуток от побережья Аральского моря до реки Иргиз, в песчаных барханах Борсык. В этих местах население рода Кабак кочевало с летних джайлау и до зимних кыстау (зимовки). Сам ахун являлся представителем ветви Санырык, Байкулақ рода Шекты из племени Алшын.
Освоив арабскую письменность в родном ауле, в возрасте 7 лет в 1872 году Абдигалым продолжил обучение в медресе Медресе Кукельдаш (Бухара).
В 1885 году совершил хадж в Мекку.
По воспоминаниям его современников, Абдигалым ахун был мужчиной высокого роста, стройным, смуглым, уравновешенным человеком. Ни разу не пропускал молитвы, всю жизнь относясь с трепетом к поклонению Аллаху. Со временем он приобрел славу высоконравственного человека, с даром предвидения, стал известной личностью.

#### Деятельность[2]
В 1886 году, завершив хадж, Абдигалым ахун приступил к строительству мечети-медресе. Несмотря на имевшиеся препятствия, а именно необходимости согласования строительство мечети с представителями губернии, между аулами Бегимбет (КС-11) и Бозой (КС-10) была построена мечеть-медресе. В настоящее время здание мечети-медресе разрушено, но сохранились место расположения медресе. С 2009 года мечеть-медресе Абдигалым ахуна внесена в реестр объектов историко-культурного наследия и имеет статус памятника истории и культуры Республики Казахстан.
Местное население высоко ценило силу религиозных знаний, заслуги ахуна в продвижении ислама, в честь Абдигалыма Ахуна названа мечеть, расположенная в населенном пункте Куланды (ранее называвшемся Тобебулак), в 60 км от села Бозой Шалкарского района.

#### Наследие[3]
Ученики Абдигалым ахуна, известные в Актюбинской области деятели, акыны, представители духовенства. Среди них Бердымагамбет Бегеевич, Жанаман Сейтимович, Бейбитали-акын, Даулет-акын, Загит, Касым, Бердыкож, Усен, Жалтум-акын, Жиенкулула, а также его сыновья Абдижамил и Абдитауап, которые продолжили дело отца — занимались обучением и духовным просвещением населения.
Имя одного из учеников ишана - Матея Коканулы, было присвоено одной из мечетей в городе Шалкар.

### Потомки[4]
Абдыгалым Рысмагамбетулы был женат, имел троих детей:
- сын Абдиокап, получил религиозное образование в Бухаре и Хорезме, есть сведения, что в период гонений советской власти на религиозных деятелей в 1925—1928 годах Абдуокап стал жертвой репрессий и скончался в 28 лет;
- сын Абдижамил (1900—1969), получил религиозное образование в Бухаре и Хорезме и совершил хадж, работал имамом мечети в городе Шалкар. Его жена, Алтынша Ынтагаликызы (1925—2012) из рода Ногай 45 лет проработала в медицинской сфере, удостоена неформального звания «Елты», награждена медалями «Ветеран труда» и «Медаль материнства»;
- сын Абдитауап (1912—1982), учился в Бухаре и Хорезме, совершил хадж, работал имамом мечети в городе Шалкар (1970—1982), его жена, Сакыпжамал Калмагамбетовна (1920—1985) из племени Кудас, удостоена неформального звания «Елты».